# Werner Tronjeck
Werner Tronjeck (* 29. Juli 1909 in Pirna; † 11. August 1978 in Leipzig) war ein deutscher Schauspieler.

## Leben
Von 1934 bis 1936 erhielt Werner Tronjeck seine künstlerische Ausbildung bei Walter Kottenkamp und Georg Kiesau am Staatstheater Dresden und debütierte am Stadttheater Döbeln. Anschließend spielte er in Annaberg-Buchholz und Würzburg, bis er von 1940 bis 1950 in Heidelberg engagiert war. Nach nur einer Spielzeit am Staatstheater Schwerin wechselte er nach Leipzig zu den Städtischen Bühnen.

## Filmografie
- 1949: Ich war eine männliche Kriegsbraut
- 1955: Der Teufel vom Mühlenberg
- 1956: Der Richter von Zalamea
- 1956: Thomas Müntzer – Ein Film deutscher Geschichte
- 1958: Der Lotterieschwede

## Theater
- 1950: Oleksandr Kornijtschuk: Das Holunderwäldchen (ehem. Matrose) – Regie: Hannes Fischer (Mecklenburgisches Staatstheater Schwerin)
- 1960: Djin Schan: Der rote Sturm – Regie: Karl Kayser (Schauspielhaus Leipzig)
- 1963: Egon Günther: Schießen sie nicht! (Direktor Tanker)  – Regie: Peter Fischer (Kammerspiele Leipzig)
- 1966: William Shakespeare: Troilus und Cressida – Regie: Hannes Fischer (Schauspielhaus Leipzig)

## Hörspiele
- 1951: Walter Karl Schweickert: Der unsichtbare Boss (Architekt Braley) – Regie: Martin Flörchinger (Hörspiel – MDR)
- 1951: Karl-Heinz Thomas: Der blaue Lastzug (Bauleiter) – Regie: Werner Wieland (Hörspiel – MDR)
- 1951: Günter Wieland: Jack Holsten (Kommissar) – Regie: Werner Wieland (Hörspiel – MDR)
- 1951: Johann Wolfgang von Goethe: Egmont (Gomez, Offizier bei Alba) – Regie: Kurt Jung-Alsen (Hörspiel – MDR)
- 1952: Gerhard Rentzsch: Old Man River – Regie: Werner Wieland (Dokumentarhörspiel – MDR)

## Synchronisationen
| Film                      | Jahr | Rolle   | Darsteller          |
| ------------------------- | ---- | ------- | ------------------- |
| Das Geheimnis der Festung | 1961 | Meister | Agadadasch Kurbanow |